# Berliet TVS
Der Berliet TVS war ein leichter bis mittlerer Straßenschlepper, gebaut vom französischen Kraftfahrzeughersteller Berliet in Lyon 1932 bis 1934.

## Geschichte
Der Berliet TVS erhielt seine allgemeine Betriebserlaubnis im April 1932. Für den Serienbau des Fahrzeugs wurden die Chassisnummern 100501–100700 reserviert, indessen wurden nur 1932 insgesamt 12 Fahrzeuge gebaut. Im Jahr 1934 entstand ein mit TVS2 bezeichnetes Fahrzeug mit der Chassisnummer 144911: Worin sich der Berliet TVS2 vom Berliet TVS unterschieden haben soll, ist den Unterlagen des Hauses Berliet nicht zu entnehmen.

## Technik
Das Fahrzeug war mit einem Ottomotor des Typs MLX16 ausgestattet: 4 Zylinder, 90 mm Bohrung, 130 mm Hub, Hubraum 3308 cm³. Der Motor gab seine nicht genannte Höchstleistung bei 2000/min ab, das Fahrzeug war steuerlich mit 16 CV eingestuft. Wahlweise kam auch der kleinere Motor MLX12 (80 × 130 mm Bohrung × Hub, 2614 cm³, 12 Steuer-PS) zum Einbau. Das Fahrzeug hatte vier Vorwärtsgänge und einen Rückwärtsgang, das Gewicht des bloßen Chassis wird mit 1550 kg angegeben, die Zugleistung mit 5 Tonnen.